# Северная сторона (Севастополь)
Се́верная сторона́ — историческая территория Севастополя на северном берегу Севастопольской бухты. Входит в Нахимовский район города, относится к Нахимовскому муниципальному округу. Планируют выделить в отдельный от последнего Северный муниципальный округ.

## История
До XIX века здесь не было жилого посёлка, находились только отдельные дома, а также русские фортификации: Константиновская батарея, Михайловская батарея и Северное укрепление, а восточнее, в нынешнем посёлке Голландия — также загородные дачи. Пётр Паллас в 1794 году отмечал на Северной косе
…большие заезжие дома, недавно построенные несколькими торговцами, думавшими создать здесь род городского предместья, чтобы содействовать перевозке съестных или иных припасов из деревень по Бельбеку и Каче в город, расположенный по другую сторону бухты. Переправа отсюда делается на шлюпках, переплывающих в город через рейд, оставляя обыкновенно экипажи подле устроенной для того почтовой станции.
Шарль Монтандон в своём «Путеводителе путешественника по Крыму, украшенный картами, планами, видами и виньетами…» 1833 года писал, что Северная — маленькое местечко, где есть станция для перемены лошадей, казённые магазины, несколько домов с лавками и кабаки.
На мысу восточнее бухты Северной во время первой обороны Севастополя располагалась батарея № 4 и госпиталь, в котором работал Н. И. Пирогов и скончался адмирал П. С. Нахимов. По описанию Д. Соколова в книге «Прогулка по Крыму с целью ознакомить с ним» 1869 года, в районе причала яликов располагалось несколько домов, бараков, хат, землянок, построенных во время обороны, в которых обитали отставные матросы, занимающиеся перевозом через бухту.
В начале XX века на Северной стороне возник посёлок Бартеньевка, затем, уже в послевоенный период была застроена территория вблизи площади Захарова и построен микрорайон Радиогорка. Тогда же здесь появились научно-исследовательские предприятия и другие учреждения. Северная сторона, в основном, застроена малоэтажным частным сектором. Главные улицы района — Челюскинцев, Леваневского, Циолковского, Богданова, Симонка.

## Инфраструктура
В районе расположен один из лучших песчаных пляжей Севастополя — Учкуевка, рядом с ним одноимённый парк; в XVIII веке эта местность принадлежала адмиралу Фёдору Ушакову. На Северной стороне находятся причалы, связывающие эту часть города пассажирскими катерами с центром — на площади Захарова, в Радиогорке и Голландии. На площади Захарова также есть паромная переправа и автостанция «Северная». Ближайшая железнодорожная станция — Мекензиевы горы.

### Транспорт
Несмотря на своё важное военное значение, Севастопольская бухта сдерживает развитие материковой транспортной инфраструктуры города-региона. Северная и южная стороны Севастополя до сих пор не связаны между собой мостом, что негативно сказывается на развитии северной стороны. Хотя в бухте имеется катерное пассажирское сообщение, длина автомобильного пути доходит до 40 км. Плавучий мост через Севастопольскую бухту существовал в 1855 году. Идея о строительстве полноценного моста была включена ещё в советский генплан города, однако распад СССР и крайне низкие бюджетные возможности независимой Украины помешали его воплощению.
Фактически с момента основания Севастополя связь между его берегами бухты, за исключением периода Крымской войны, осуществлялась 5-местными яликами, в XIX веке стоимость проезда составляла 4 копейки — немалые по тем временам деньги. 6 октября 1897 года было открыто пароходное сообщение (паровые катера шведского производства), рейсы на Северную совершались каждый час от рассвета до 6 часов вечера. В послевоенные годы катера для переправы были построены на Севморзаводе, в 1952—1953 году там же построены три портовых самоходных парома проекта 727 («Паром-1», «Паром-2», «Металлист») для перевозки пассажиров и автотранспорта. Обновление парка катеров проводилось в 1954 году, во второй половине 1950-х, с 1960 и с 1968 года. В 1970-х годах поступили 200-местные катера серии «Александр Грин»
. В апреле 2012 года были приобретены норвежские паромы «Gullesfjord» («Адмирал Истомин») и «Ytteroy» («Адмирал Лазарев»), 1984 и 1981 года постройки соответственно.

## Памятники истории и культуры
- Братское кладбище
- Свято-Никольская церковь
- Екатерининская миля
- Константиновская батарея
- Михайловская батарея
- Северное укрепление
- Памятник 2-й гвардейской армии
- Береговая мортирная батарея №7

|                          |  |                          |  |                                |
| Свято-Никольская церковь |  | Константиновская батарея |  | Памятник 2-й гвардейской армии |